# Asarja

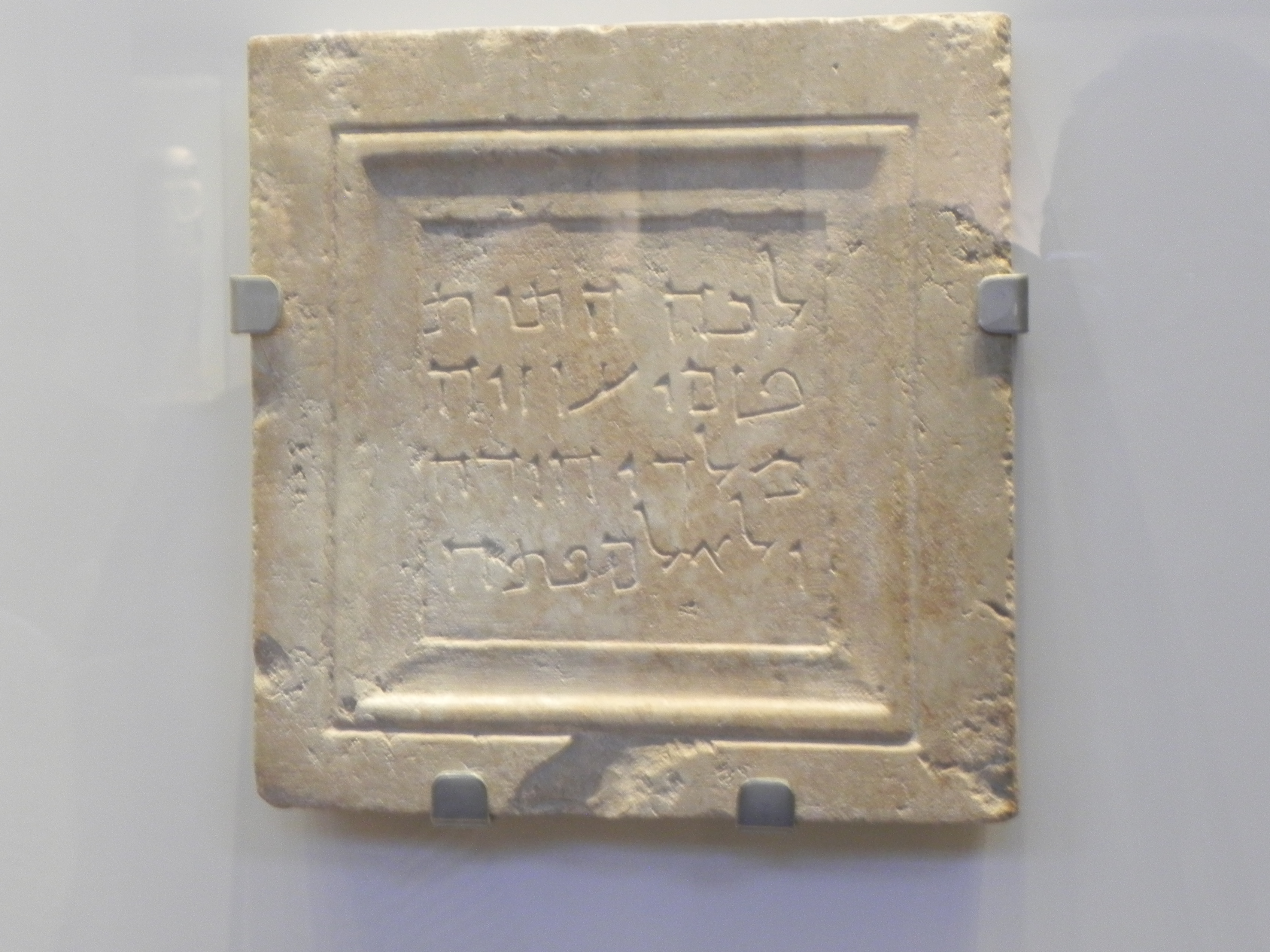
Laut Inschrift Grabplatte der Zweitbestattung des Königs Usija (Israel-Museum)

Asarja (hebräisch עֲזַרְיָה ‘ǎzarjāh) im 2. Buch der Könige, Usija (hebräisch עֻזִיָּה ‘uzzîjāh) im 2. Buch der Chronik, war König von Juda. Seine Regierungszeit wird auf die Jahre 783–742 v. Chr. (Albright) bzw. 767–740 v. Chr. (Thiele) datiert.

## Der biblische Asarja/Usija
In der Bibel liegen unterschiedliche Angaben zum Namen dieses Königs vor, die in ihrer Bedeutung völlig unterschiedlich sind.

### Asarja im Buch 2. Könige
Im 27. Regierungsjahr Jerobeams II. wurde Asarja mit 16 Jahren König von Juda (2 Kön 15,1 ). Er regierte 52 Jahre zu Jerusalem und seine Taten wurden positiv von JHWH gesehen. Das Volk aber opferte weiter auf den Bergen anderen Göttern. JHWH ließ Asarja an Aussatz erkranken. Auf Grund des Aussatzes wurde ihm ein besonderer Ort zugewiesen. Seinem Sohn Jotam wurde die Regierung übertragen (2. Kön. 15,5). Asarja wurde in der Stadt Davids bei seinen Vätern begraben. Jotam wurde im 2. Regierungsjahr Pekachs zum neuen König ernannt (2. Kön. 15,32 und 15,7). Aus der biblischen Überlieferung geht nicht hervor, in welchem Regierungsjahr Asarjas/Usijas er die Regierungsaufgaben übernahm.

### Usija im Buch 2. Chronik
Im 2. Buch der Chronik trägt Asarja den Namen Usija.
Usija war 16 Jahre alt, als er König wurde. Usija konnte die Kämpfe gegen die Philister gewinnen und eroberte Gath, Jawne (bibl. Jabne) und Aschdod. Im weiteren Verlauf baute er im Gebiet Aschdod und im Land der Philister weitere Städte (2 Chr 26,6–7 ). Auch konnte er die Araber von Gur-Baal und die Mëuniter besiegen und machte Ammon tributpflichtig. Seine Siege machten ihn bis Ägypten bekannt (2. Chron. 26,8). Weitere Bauten in Jerusalem und in der Wüste folgten. Er förderte die Landwirtschaft und rüstete sein Heer auf (2. Chron. 26,10–14). Bedingt durch sein steigendes Selbstbewusstsein übernahm er auch priesterliche Aufgaben, die ihm eigentlich nicht zustanden. Ein Priester namens Asarja, zusammen mit achtzig anderen Priestern, forderte ihn auf, religiöse Riten nicht selbst durchzuführen, da dies Aufgabe der Priester sei (2. Chron. 26,17–18). Usija hörte nicht auf die Forderung der Priester, was JHWH veranlasste, Usija mit einem unheilbaren Aussatz zu strafen (2. Chron. 26,19–20).
Nach der Isolierung wegen des Aussatzes übernahm sein Sohn Jotam die Regierungsaufgaben (2 Chr 26,21 ). Er wurde zwar bei seinen Vätern begraben, jedoch abseits der anderen Gräber, da er auch bei seinem Tod immer noch nicht vom Aussatz genesen war (2. Chron. 26,23). Es kann nicht ausgeschlossen werden, dass der Verfasser des Buches 2. Chronik die Erkrankung exegetisch erst nachträglich hinzufügte.

## Historische Quellen
Der Name Asarja taucht in Inschriften von Tiglat-Pileser III. um 740 v. Chr. auf. Dort wird er als ein Usurpator genannt, der von Tiglat-Pileser III. gefangen genommen wurde.
Aufsehen erregte ein Fund, der seiner Aufschrift zufolge „Usijas Grabplatte“ darstellte. Der Inhalt der Inschrift ist mit einem Warnhinweis versehen, in welchem explizit darauf hingewiesen wird, dass das Grab nicht geöffnet werden darf. Es handelt sich um eine Grabplatte, die ein Zweitgrab abschloss und von den Historikern auf die erste Hälfte des 1. Jahrhunderts n. Chr. datiert wurde.